# لاجورد

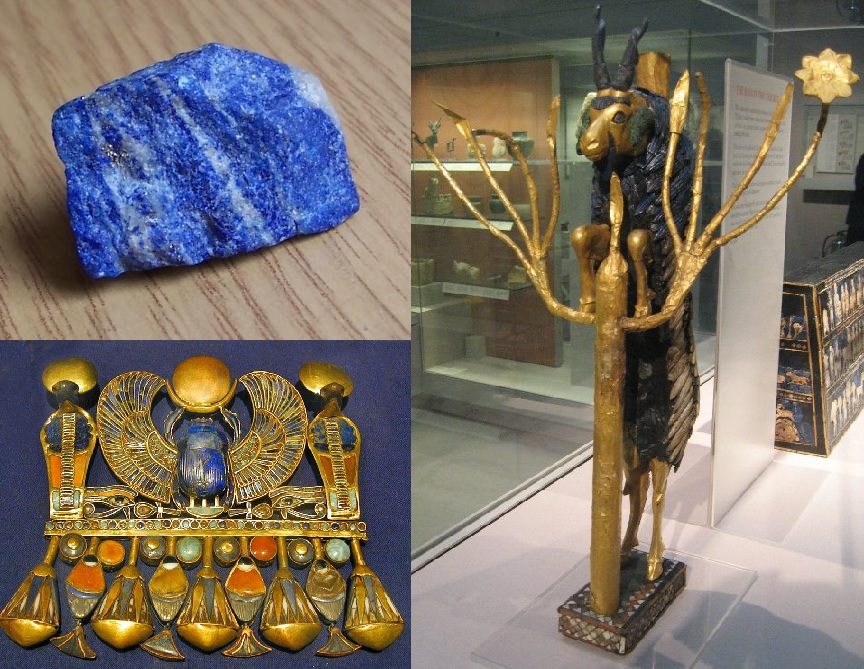
سنگ لاژوَرد (لاتین: Lapis lazuli) نوعی سنگ قیمتی آبی‌رنگ است که بخاطر رنگ آبی سیر آن، و قابلیت پودر شدن و کنده‌کاری روی آن از هزاران سال پیش در جهان خواهان زیادی داشته‌است. پژوهش‌ها نشان داده که لاژوردِ استخراج‌شده از معدن سَرِ سنگ، در اعماق کوه‌های هندوکش در افغانستان تنها منبع شناخته‌شدهٔ لاژورد در دنیای باستان بوده‌است. وجود این سنگ در جواهرات فراعنهٔ مصر باستان، هنر خاور نزدیک باستان و تا هنر رنسانسِ ایتالیا نشان می‌دهد که هزاران سال پیش، در عصر برنز سنگ لاژورد از افغانستان به سرزمین‌های میان‌رودان، مصر و مدیترانه تجارت می‌شده‌است. سمت چپ، بالا: نمونه‌ای از سنگ لاژوَرد. سمت چپ، پایین: لاژورد بکار رفته در یکی از زیورآلات توت‌عنخ‌آمون، یکی از فراعنهٔ مقتدر مصر باستان، ۱۳۵۲–۱۳۶۱ پیش از میلاد. سمت راست: لاژوَردِ بکار رفته در «قوچ در یک بیشه»، بدست‌آمده از مقبره‌های شاهی شهر باستانی اور، میان‌رودان (بین‌النهرین) باستان، عراق امروزی، ۲۵۰۰–۲۶۰۰ پیش از میلاد.

لاجورد یا لاژوَرد (به لاتین: Lapis lazuli) سنگی آبی‌رنگ است که ترکیب شیمیایی آن شامل فسفات‌های آب‌دار طبیعی آلومینیوم، آهن، منیزیم و کلسیم است؛ به عبارت دیگر ترکیبی از لازورایت، کلسایت، پیریت، هورنبلاند، اوگیت و دایپوسیت است. این سنگ به خاطر سختی و رنگ آبی خوش‌رنگ خود؛ لاجوردی، در جواهرسازی به عنوان نگین به کار می‌رود. لاجورد سنگی متافورمیک با سیستم کریستالی مکعبی و دودکاهدرون در ابعاد بزرگ تا کوچک به شکل رگه، اغلب در بستری چند سانتی‌متری، در میان سنگ‌های مرمر یا رگه‌های نامنظم در سنگ‌های آهکی یافت می‌شود. ناخالصی پیریت، که به صورت رگه یا نقاط طلایی یا برنزی در این سنگ دیده می‌شود، باعث جلوه بیشتر و قیمت آن می‌شود. نقاط سفید روی این لاجورد اغلب کلسید بوده که با زیاد شدن آن‌ها روی این سنگ ارزش آن را پایین می‌آورد. لاجورد به صورت سنتتیک نیز تولید می‌شود. نمونه لاجوردی که توسط گیلسون (P.Gilson) ساخته شده بسیار شبیه نمونه طبیعی است. همچنین لاجورد ممکن است با سنگهایی مانند لازولیت، سودالیت، آزوریت، جاسپر آبی یا دومورتیریت اشتباه گرفته شود.
به این سنگ لاجورد و لازورد نیز گفته شده‌است و در افغانستان به میزان وسیع استخراج می‌شود. زیورسازی و سورت بندی این سنگ در پاکستان، هندوستان و تا حدودیٌ در افغانستان و ایران و سویس صورت گرفته سپس بخارج صادر می‌گردد.
سنگ لاژورد علاوه بر زیورآلات تولیدات دیگری از قبیل مجسمه و بت، مُهرهٔ شطرنج و غیره نیز دارد.
این سنگ بخاطر رنگ آبی سیر آن، و قابلیت پودر شدن و کنده‌کاری روی آن از هزاران سال پیش در جهان خواهان زیادی داشته‌است. استخراج این سنگ بیش از ۲۵۰۰ سال در ایران باستان و در محل افغانستان امروزی رواج داشته. در آثار به دست آمده از دوره‌های پیش از تاریخ در ایران استفاده لاژورد بسیار معمول بوده‌است. در یافته‌های هزاره چهارم پیش از میلاد مردم سرزمین سیلک از سنگ لاژورد در ساختن آئینه و سنجاق و جواهر مهارت‌های بیشتری یافتند و در ساخت آلات و ادوات زینتی از سنگ‌های عقیق و فیروزه و مهرهای لاژورد به کار بردند.» «در اواخر هزاره چهارم پیش از میلاد در سیلک خانه‌های قدیمی از میان رفت و به جای آن خانه‌هایی با در و پنجره کوتاه ساخته شد و در ورودی آن اجاقی مرکب از دو بخش وجود داشت، یکی برای آشپزی و دیگری مخصوص پخت نان. در این دوره غیر از ظروف سفالین بعضی تُنگ‌های کوچک از مرمر که گویا مخصوص نگهداری عطر بود در اکتشافات باستان‌شناسی سیلک پیدا شده‌است و همچنین مقداری آئینه مسی جهت آرایش به دست آمده‌است. از ویژگی‌های این دوره وجود گوشواره‌هایی از طلا و لاژورد است.»)و عمدتاً به مصر باستان صادر می‌شده‌است. پژوهش‌ها نشان داده که لاژوردِ استخراج‌شده از معدن سَرِ سنگ، در اعماق کوه‌های هندوکش در ایران باستان (افغانستان امروزی) تنها منبع شناخته‌شدهٔ لاژورد در دنیای باستان بوده‌است. در مجسمه طلای فرعون و نفرتیتی در قسمت چشم کار گرفته شده‌است. در قدیم هنرمندان از پودر لاژورد به عنوان رنگ برای مینا کاری و نقاشی استفاده می‌کرده‌اند. درجه سختی سنگ لاجورد به‌طور معمول ۵ است.

## انواع
در نوشته عرایس الجواهر و نفایس الأطایب، برای نخستین بار از چهار نوع لاجورد، بدخشانی، کرمانی، گرجی و دزماری نام برده می‌شود.

## نگارخانه

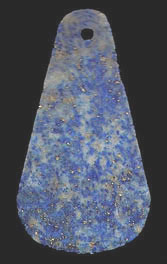
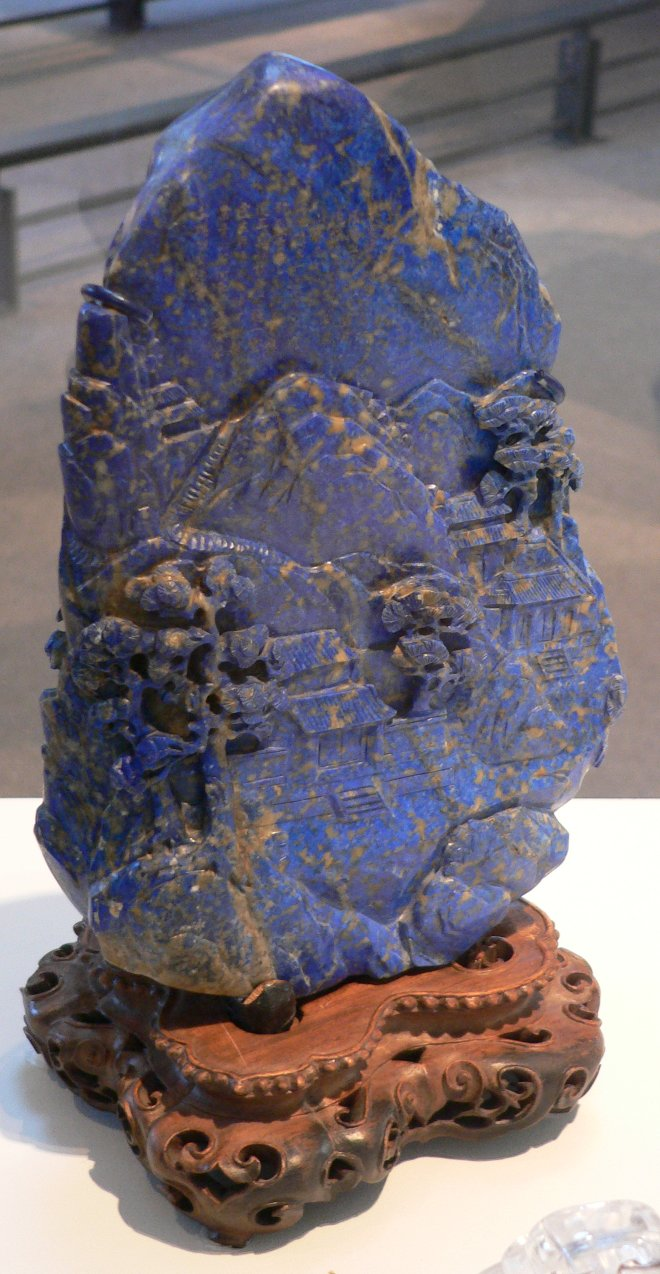
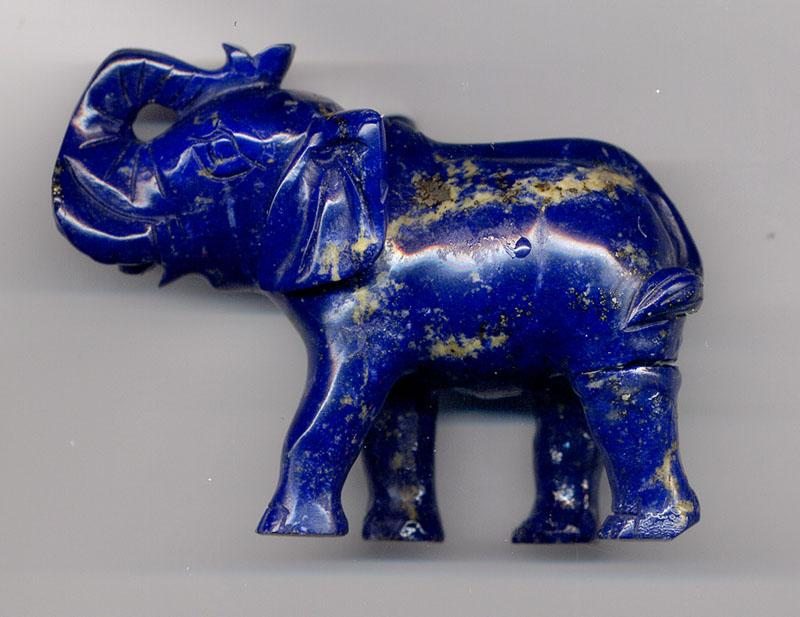